# Казанлык
Казанлы́к (болг. Казанлък) — город в Болгарии. Находится в Старозагорской области, входит в общину Казанлык.

## Географическое положение
Казанлык расположен в Казанлыкской котловине, у южных склонов хребта Стара-Планина.
Находится в 194 км к востоку от Софии, в 185 км к западу от Бургаса, в 36 км к северо-западу от Стара Загоры, в 114 км к северо-востоку от Пловдива и в 320 км к юго-западу от Варны.

## История
В 7 км от города расположены руины древней фракийской столицы Севтополя (V - IV вв. до н.э.).
Город Казанлык возник в XV веке, с XVII века известен как центр производства розового масла.
В ходе русско-турецкой войны 1877-1878 гг. Казанлык длительное время находился в зоне боевых действий. 5 июля 1877 года он был занят русскими войсками из передового отряда генерала Гурко, однако после боя под Ески-Загрой был вновь занят черкесами и башибузуками, которых изгнали части Казанского драгунского полка. После ухода драгун город был вновь занят турками и с августа до конца декабря 1877 года служил передовой базой для турецких войск, действовавших против Шипкинского перевала.

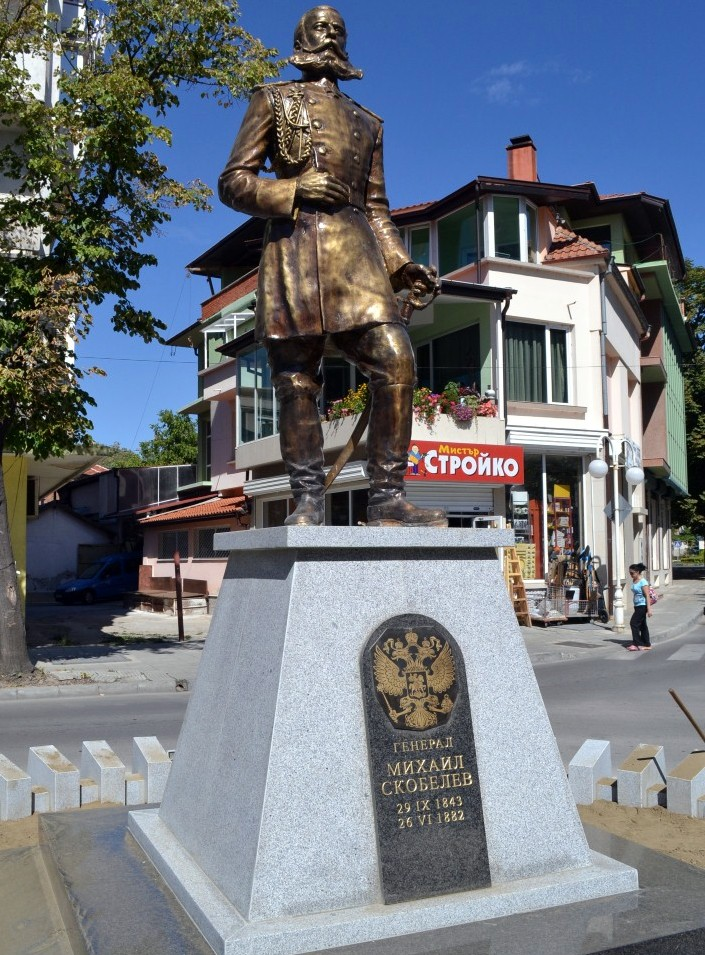
Памятник русскому генералу М.Д.Скобелеву

В 1901 году в городе были открыты художественная галерея и исторический музей.
В 1918 году была открыта мастерская струнных инструментов «Кремона» (на основе которой в 1944 году была создана фабрика струнных инструментов).
В 1924 году из Софии в Казанлык был переведён оружейный завод, ему было присвоено название «Государственная военная фабрика».
В 1941 году на окраине города был оборудован аэродром.
19 апреля 1944 года в черте города была случайно открыта купольная гробница.
В 1953 году численность населения города составляла около 20 тыс. человек, основой экономики в это время были текстильная промышленность и переработка эфиромасличных культур.
В 1967 - 1969 гг. здесь был открыт музей, посвящённый казанлыкской розе и производству розового масла.
В 1969 году численность населения города составляла 50 тыс. человек, основой экономики являлись машиностроение (станки, гидравлическое оборудование и др.), текстильная, пищевая и деревообрабатывающая промышленность. В районе города находились плантации казанлыкской розы и опытная станция эфиромасличных культур.
В 1977 году была открыта Палата физики (с 1987 года является филиалом Софийского политехнического музея).
В 1985 году численность населения составляла 61 тыс. человек, город являлся центром машиностроения, текстильной и пищевой промышленности, а также важным центром выращивания и культивации эфиромасличных культур.
В 1989 году численность населения составляла 63 776 человек, основой экономики являлись текстильная и пищевая промышленность, а также выращивание эфиромасличных культур.
В 2008 году численность населения составляла 52,8 тыс. человек.

## Туризм
Недалеко от города Казанлык в Казанлыкской котловине (Казанлыкская котловина) у подножия гор Стара Планина (Балканские горы) находится знаменитая Долина роз, являющаяся важным туристическим объектом Болгарии. Каждый год сюда съезжаются настоящие романтики, жаждущие насладиться шармом и ароматом роз. А ещё именно здесь производят и продают одно из лучших розовых масел (Розовое масло) в мире.

## Достопримечательности

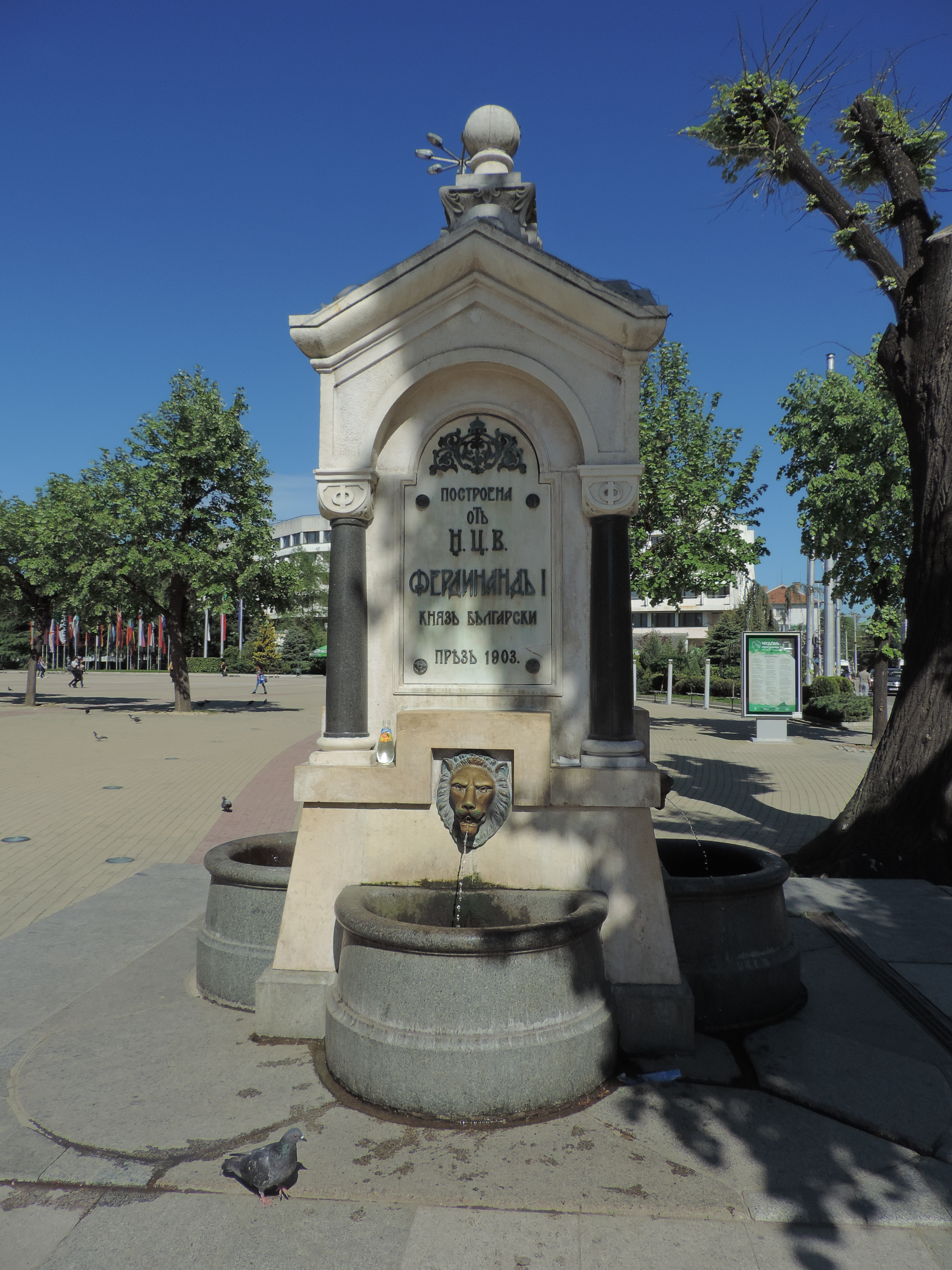
Львиный фонтан — один из символов города

В Казанлыке находятся следующие достопримечательности из Ста туристических объектов Болгарского туристического союза (Болгарский союз туристов):
- Литературно-художественный музей «Чудомир».
- Национальный парк-музей «Шипка — Бузлуджа» (Шипка (гора)).
- Фракийская гробница в Казанлыке — лучше всех сохранившаяся Фракийская гробница в Болгарии.
- Шипка (гора).
- Вершина Бузлуджа.
- Большая Косматка. Гробница царя Севта «Голямата Косматка». Гробница фракийского царя Севта III находится в кургане «Голямата Косматка», в 1 км южнее г. Шипка и в 12 км севернее г. Казанлыка. Она открыта в 2004 г. Эта усыпальница была построена во второй половине V в. до н. э. и в ней обнаружены золотой венок венценосца, золотой киликс (чаша для вина), наколенки и шлем, аппликация для конной амуниции и другие вещи, представленные в Историческом музее города Казанлык. Исключительное впечатление производит ритуально захороненная перед фасадом склепа бронзовая голова статуи Севта ІІІ со множеством деталей. Это важное свидетельство фракийских орфических ритуалов. В прямоугольной камере найдено ритуальное ложе и ритуальный столик. Покрыты они были тканью, сделанной из золотых нитей, после чего было совершено пышное захоронение владетеля. На фиале, кувшинчике и шлеме написано имя Севта, что и доказывает, что в начале III в. до н. э. здесь был похоронен Севт ІІІ — известный фракийский правитель Царства одрисов (племя). Ныне столица его царства Севтополис находится в 100 км юго-западнее гробницы, на дне водохранилища Копринка. В склепе похоронена голова статуи Севта, которая стояла на пьедестале в столице Севтополис. В камере заботливо уложены личные вещи и дары, необходимые для загробной жизни владетеля.

При похоронах был замурован вход круглой камеры и преддверия, лошадь царя принесена в жертву, а коридор был ритуально сожжён. Это захоронение является частью открытий в Долине фракийских царей, где обнаружены также Казанлыкская гробница — склепы и храмы, открытые в курганах Голяма-Арсеналка, Шушманец, Хелвеция, Грифоны, Светица и Оструша.
- Дом-музей «Чудомир».

## Регулярные события
- Фестиваль Розы. В Болгарии роза в особом почете. В долинах южнее горы Стара-Планина с давних времен выращивали масличную розу, из которой делали розовое масло, известное далеко за пределами Болгарии. Именно поэтому роза является одним из главных символов страны, и, конечно же, поэтому здесь ежегодно проходит Фестиваль Розы. Все это побудило граждан Казанлыка и Карлово поочередно каждый год устраивать в конце мая вплоть до начала июня Фестиваль Розы. Карловцы устраивают его в нечётные годы, а жители Казанлыка — в чётные. В прошлом веке традиция этих фестивалей то возобновлялась, то снова затихала, но хроника гласит, что первый Фестиваль Розы состоялся в 1903 году в Карлово. Стоит ли говорить, что дни этих фестивалей с годами стали праздниками Карлово и Казанлыка, привлекающими туристов как из Болгарии, так и из-за рубежа[12]. Праздник начинается с ритуалом «Сбор урожая роз» в розовых полях вблизи городов. Организуются демонстрации по производству розового масла по традиционным и современным технологиям. Проводятся праздничные шествия, конкурс «Царица Роза», фольклорные фестивали, концерты, парады ряженых и другие. Под открытым небом, ремесленники и художники показывают произведения ремесел и прикладного искусства[13][14]. Праздник, как правило, заканчивается поздним вечером большим танцем хоро, в котором принимают участие все присутствующие.
- Международный фольклорный фестиваль.
- Чудомировые торжества.
- Праздники в Долине фракийских царей.

## Политическая ситуация
Кмет (мэр) общины Казанлык — Галина Стоянова.

## Города-побратимы
- Тольятти, Россия, с 1995 года.

## Галерея

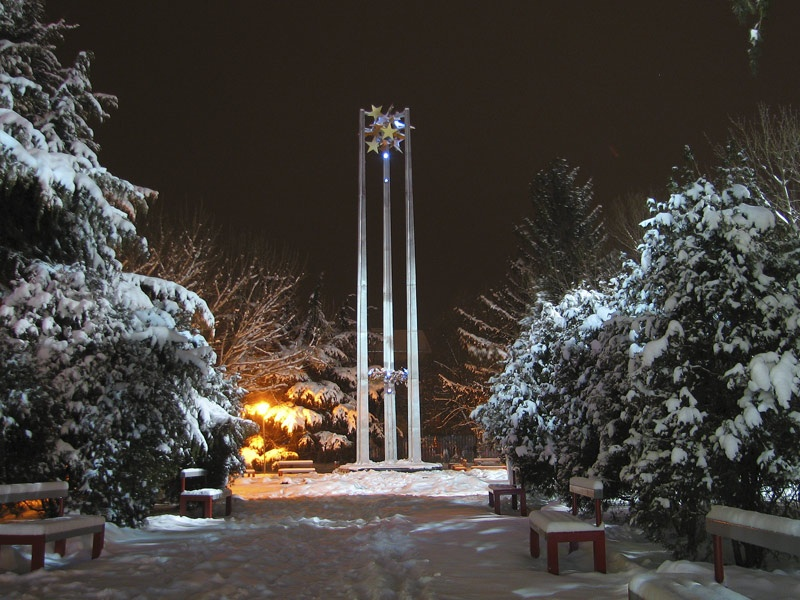
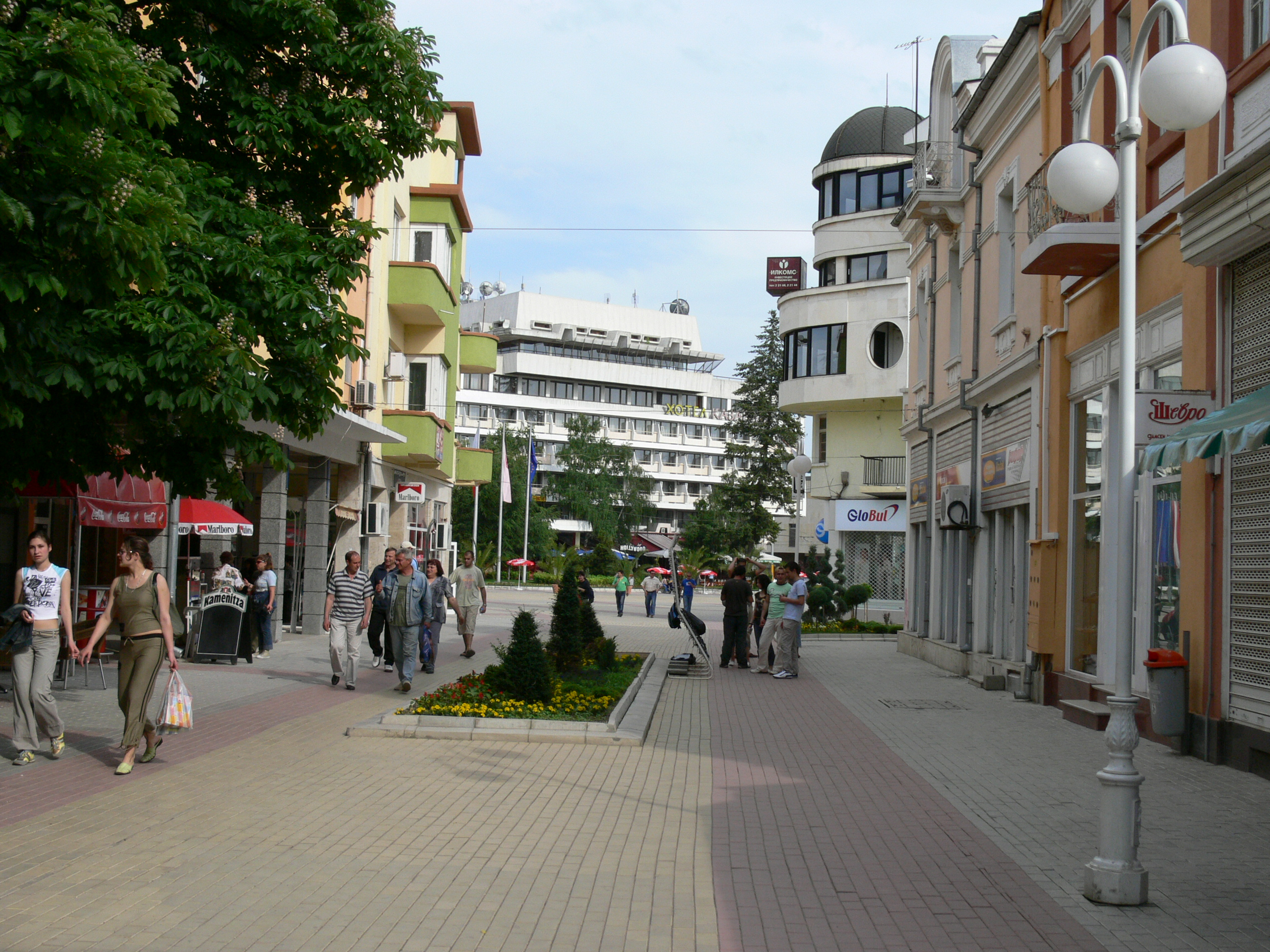
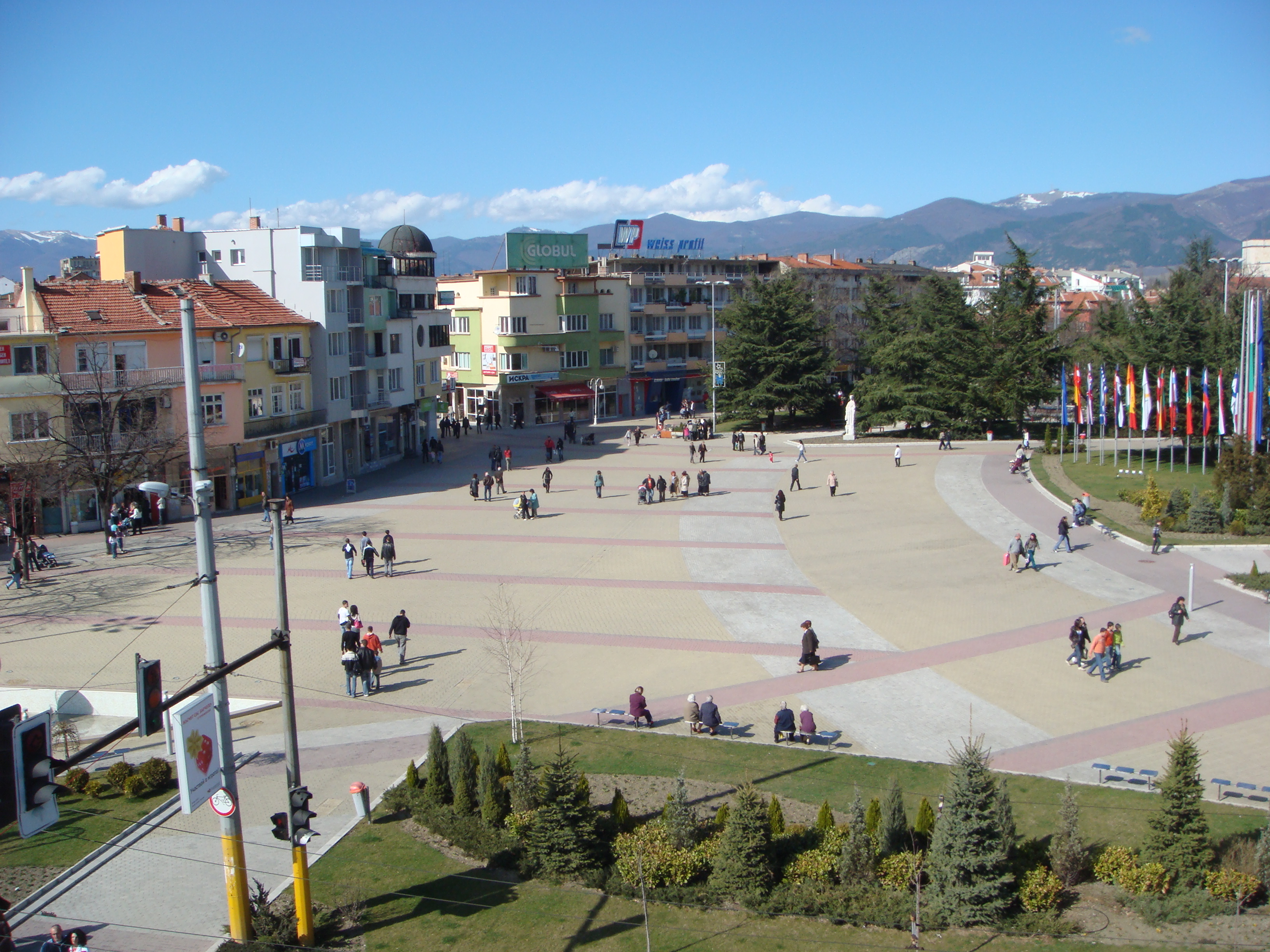
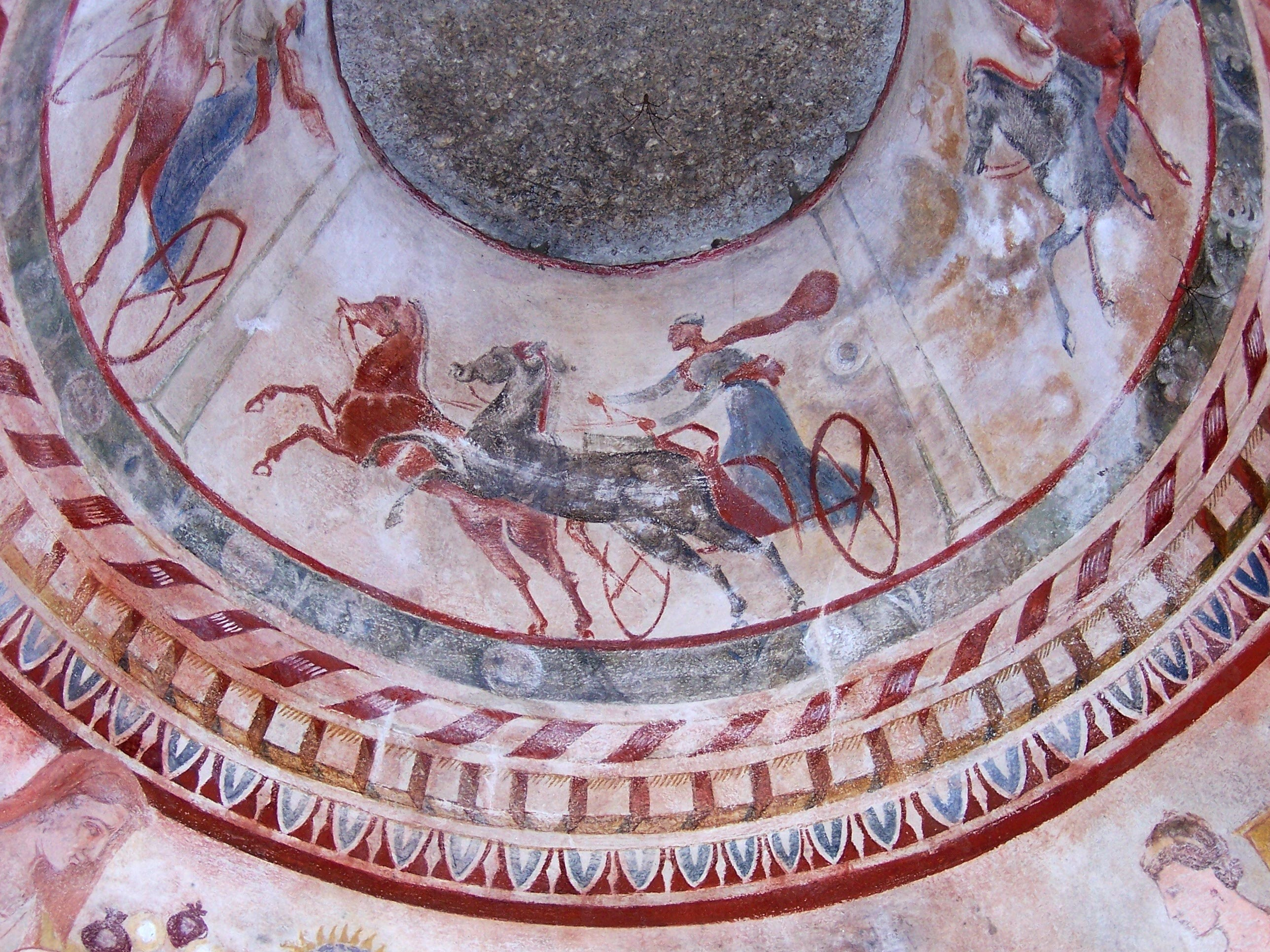
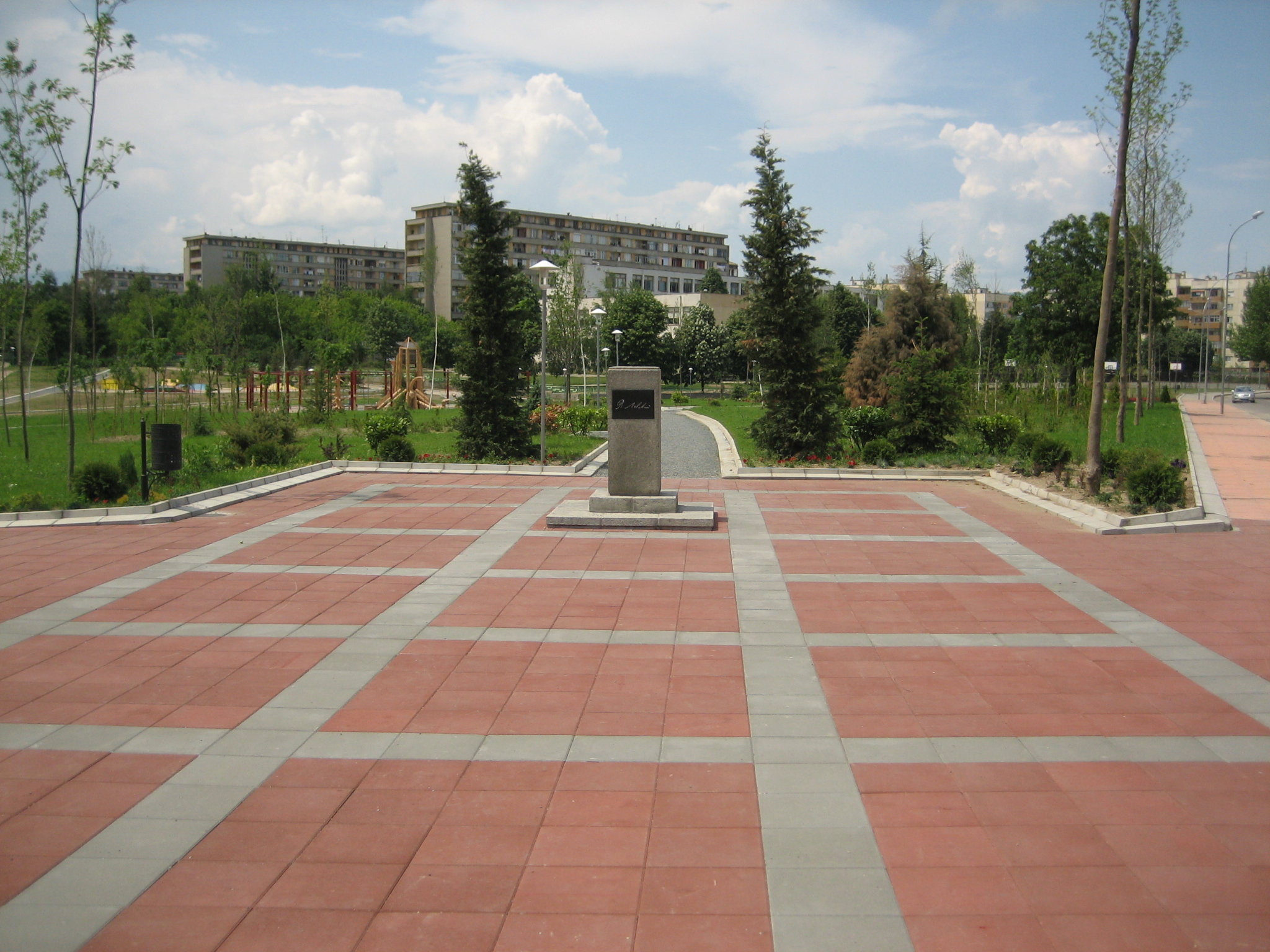